# 2004년 시카고 영화 비평가 협회상
제17회 시카고 비평가 협회상은 2004년 영화를 대상으로 2005년 1월 19일에 열린 시상식이다.

## 수상 및 후보

### 작품상
- 사이드웨이

### 감독상
- 밀리언 달러 베이비 - 클린트 이스트우드 수상

### 남우주연상
- 사이드웨이 - 폴 지아마티 수상

### 여우주연상
- 베라 드레이크 - 이멜다 스턴톤 수상

### 남우조연상
- 사이드웨이 - 토마스 헤이든 처치 수상

### 여우조연상
- 사이드웨이 - 버지니아 매드슨 수상

### 각본상
- 사이드웨이 - 알렉산더 페인 수상

### 외국어영화상
- 인게이지먼트

### 다큐멘터리상
- 화씨 9/11

### 촬영상
- 에비에이터 - 로버트 리처드슨 수상
- 영웅 - 크리스토퍼 도일 수상

### 음악상
- 에비에이터 - 하워드 쇼어 수상

### 유망연기상
- 기품있는 마리아 - 카타리나 산디노 모레노 수상

### 신인감독상
- 가든 스테이트 - 잭 브라프 수상